# آنس دو گران کول-دو-ساک
آنس دو گران کول-دو-ساک (به فرانسوی: Anse du Grand Cul-de-Sac) یک منطقهٔ مسکونی در فرانسه است که در سن بارتلمی در کارائیب واقع شده‌است.